# 塞伯岩
塞伯岩（英語：Sabre Rock），是南極洲的岩石，位於南喬治亞群島，處於達特毛斯角東南面0.8公里的昆伯蘭東灣，海拔高度7.5米，由英國海外領土管轄。